# Нефритена броня
„Нефритена броня“ (на английски: Jade Armor) е френски компютърно анимиран сериал, който е излъчен по Cartoon Network във Франция през 2022 г., както и по стрийминг платформата HBO Max.

## В България
В България сериалът започва излъчване по локалната версия на Картун Нетуърк на 13 февруари 2023 г. с разписание всеки ден от 15:00 ч. Дублажът е нахсинхронен в студио Про Филмс и в него участват Татяна Етимова, Явор Караиванов, Кирил Ивайлов, Ангелина Русева, Ангел Проданов и други. Режисьор на дублажа е Николай Петров, а преводът е на Ромина Кирчева.